# Andrea Riseborough
Andrea Riseborough (Wallsend, 20 november 1981) is een Engelse actrice.

## Biografie
Riseborough werd in 1981 geboren in Wallsend, nabij Newcastle upon Tyne als de dochter van Isabel Johnson, een secretaris en George Riseborough, een autohandelaar. Zij studeerde aan de Newcastle upon Tyne Church High School in Jesmond, en studeerde af aan Royal Academy of Dramatic Art in 2015.

## Carrière
In 2006 maakte Riseborough haar filmdebuut met Venus, een Britse komisch drama. Riseborough brak door in de jaren 2010 met verschillende hoofd- en bijrollen in de bekende films zoals Oblivion (2013) waarin zij samen met Tom Cruise en Morgan Freeman de hoofdrollen vertolkt. Ook verscheen ze in de films Birdman (2015), Nocturnal Animals (2016) en Battle of the Sexes (2017).